# Diane Brentari

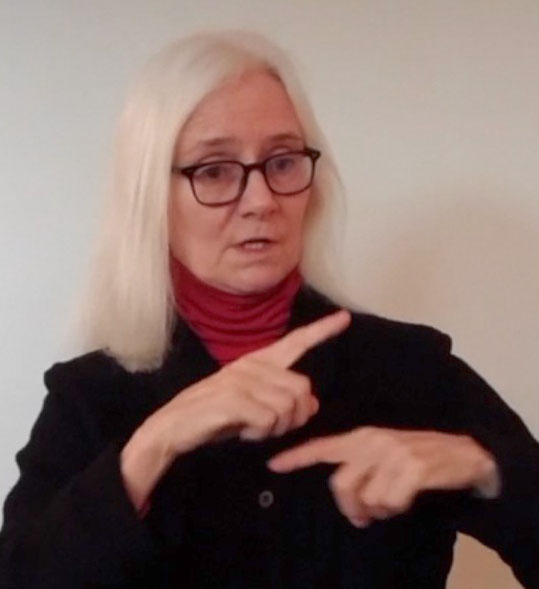
Diane Brentari gebärdet das Zeichen für Gebärden

Diane Brentari (* 1965) ist eine amerikanische Linguistin, die sich auf Gebärdensprachen und insbesondere auf die American Sign Language spezialisiert hat.

## Ausbildung und Karriere
Brentari erhielt 1990 ihren Doktortitel in Linguistik von der Universität Chicago. Ihre Dissertation mit dem Titel Theoretical Foundations of American Sign Language Phonology wurde von John Goldsmith betreut.
Sie ist die Mary K. Werkman Professorin für Linguistik und Co-Direktorin des Center for Gesture, Sign, and Language an der Universität Chicago. Sie war an der University of California-Davis tätig und leitete dann das Gebärdensprachenprogramm der Purdue University, bevor sie 2011 an die Universität Chicago kam. Sie ist außerdem Distinguished Visiting Professor an der Hebräischen Universität Jerusalem.
Brentaris Forschungsinteressen gelten den Gebärdensprachgrammatiken von Gehörlosengemeinschaften – wie diese Sprachen entstehen und wie groß der Grad der Variation zwischen ihnen ist. Sie hat die formalen, kognitiven und kulturellen Dimensionen analysiert, die die Ähnlichkeiten und Unterschiede zwischen diesen Sprachen begründen. Ihre Arbeit konzentriert sich auf die Struktur der Gebärdensprache, um die Flexibilität der menschlichen Sprachfähigkeit bei der Konstruktion von Laut- und Gebärdensprachen sowie die Auswirkungen der Kommunikationsart (oder -modalität) auf die Sprache besser zu verstehen. Brentaris wissenschaftliche Arbeit konzentriert sich auf die Phonologie, Morphologie und Prosodie von Gebärdensprachen. Ihre aktuelle Forschung wurde um Analysen einer neuen protaktilen Sprache erweitert.

## Ehrungen
Brentar wurde für das Projekt Observing the Creation of Language (2020) mit einem Guggenheim-Stipendium ausgezeichnet. Brentari wurde 2022 zum Fellow der Linguistic Society of America ernannt und 2024 in die American Academy of Arts and Sciences gewählt.

## Ausgewählte Publikationen

### Bücher
- Brentari, Diane: A Prosodic Model of Sign Language Phonology, Cambridge, MA 1998, MIT Press, ISBN 978-0-262-02445-7, URL https://books.google.com/books?id=T5KTFGJdWbwC
- Brentari, Diane: Foreign Vocabulary in Sign Languages: A Cross-linguistic Investigation of Word Formation, Lawrence Erlbaum Associates, Mahwah, NJ 2001, ISBN 978-1-135-67034-4, URL https://books.google.com/books?id=Z60JBAAAQBAJ
- Brentari, Diane: Sign Languages: A Cambridge Language Survey, Cambridge University Press, Cambridge, UK 2010, ISBN 978-1-139-48739-9, URL https://books.google.com/books?id=xI0uqGyrsN8C
- Brentari, Diane; Lee, Jackson: Shaping Phonology, University of Chicago Press, Chicago 2018, ISBN 978-0-226-56259-9, URL https://books.google.com/books?id=2oRaDwAAQBAJ
- Brentari, Diane: Sign Language Phonology, Cambridge University Press, 2019, ISBN 978-1-107-11347-3

### Kapitel und Artikel
- Brentari, Diane; Coppola, Marie; Mazzoni, Laura; Goldin-Meadow, Susan: When does a system become phonological? Handshape production in gesturers, signers, and homesigners, Natural Language and Linguistic Theory 2012, Vol. 30, Issue 1, S. 1–31, doi:10.1007/s11049-011-9145-1, PMID 23723534, pmc: 3665423, URL https://www.researchgate.net/publication/236978088
- Goldin-Meadow, Susan; Brentari, Diane: Gesture, sign and language: The coming of age of sign language and gesture studies, Brain and Behavioral Sciences 2017, Vol. 40, S. 46, doi:10.1017/S0140525X15001247, PMID 26434499, pmc: 4821822
- Abner, Natasha; Flaherty, Molly; Stangl, Katelyn; Coppola, Marie; Brentari, Diane; Goldin-Meadow, Susan: The Noun-Verb Distinction in Established and Emergent Sign Systems, Language 2019, Vol. 5, Issue 2, S. 230–267, doi:10.1353/lan.2019.0030, s2cid: 198747498, URL https://muse.jhu.edu/article/727836/summary
- Edwards, Terra; Brentari, Diane: Feeling phonology: The conventionalization of phonology in protactile communities in the United States,  Language 2020, Vol. 96, Issue 4, S. 819–840, doi:10.1353/lan.2020.0063, URL https://doi.org/10.1353/lan.2020.0063
- Brentari, Diane; Ergin, Rabia; Senghas, Ann; Cho, Pyeong Whan; Owens, Eli; Coppola, Marie: Community interactions and phonemic inventories in emerging sign language, Phonology 2021, Vol. 38, Issue 4, S. 571–609, doi:10.1017/S0952675721000336, URL https://doi.org/10.1017/S0952675721000336
- Diane Brentari, Susan Goldin-Meadow, Laura Horton, Ann Senghas: The organization of verb meaning in Lengua de Señas Nicaragüense (LSN): Sequential or simultaneous structures? In: GLOSS: A Journal of General Linguistics. 8. Jahrgang, Nr. 1, 2024, S. 1–37, doi:10.16995/glossa.10342.